# ヨハン・ハインリッヒ・ボックミュール
ヨハン・ハインリッヒ・ボックミュール（Johann Heinrich Bockmühl、1738年11月20日 - 1802年12月5日）は、バルメンに生まれ、エルバーフェルト（後のヴッパータール）に没したドイツの製造業者で、最初期の編組機の一つの発明者。商人、機械工としても知られていた。

## 経歴と業績
ヨハン・ハインリッヒ・ボックミュールの両親は、農家のかたわら漂白の仕事をしていたヨハン・ペーター・ボックミュール (Johann Peter Bockmühl) とマリア・フロヴァイン (Maria Frowein) であった。ヨハン・ハインリッヒ・ボックミュールが最初に手がけたのは、バンド織りや手織りの靴紐であった。
ボックミュールは、1760年に、最初期の水力紡績機のひとつ「Klöppelmaschine」を開発したとされている。
長い間、実験を重ねた後、彼は編組機の構築に成功した。1767年には、バルメンを訪れたバイエルン選帝侯カール・テオドールの前でこれを披露した。卓上面の下には、ボビンが動かす複数の歯車が仕掛けられていた。当時の人々は、この簡便な機械を称賛した。特に、自動的に停止する仕組みは当時の人々を魅了した。糸が切れたり、リールが空になると、この機械は自動的に停止したのである。この機械は、たちまちザクセン、アルザス、フランス、アメリカ合衆国へと広まっていった。